# Josef Noldin
Josef Noldin (Salorno, 25 novembre 1888 – Bolzano, 14 dicembre 1929) è stato un avvocato austriaco, promotore delle Katakombenschulen durante il periodo fascista.

## Biografia
Nel 1906 maturò con lode presso il ginnasio dei Francescani a Bolzano, dopodiché studiò giurisprudenza all'Università di Innsbruck dove ottenne il titolo di avvocato nel 1912. Nei primi anni lavorò come avvocato a Mezzolombardo. Partecipò alla prima guerra mondiale come Kaiserjägeroffizier, dove fu gravemente ferito e catturato il 16 febbraio 1915 dai russi, che lo deportarono in Siberia. Il trasporto durò quasi otto mesi e rimase prigioniero fino al 1920.
Tornato a Salorno nel 1921, si rifiutò di dichiararsi italiano. Dopo che il regime fascista ebbe vietato le scuole in lingua tedesca, Josef Noldin organizzò assieme al canonico Michael Gamper scuole private per permettere l'insegnamento del tedesco in case private, le cosiddette Katakombenschulen. Nonostante un ulteriore divieto di queste scuole private, continuò con l'insegnamento, dato che nel resto d'Italia le scuole private tedesche non erano proibite. Nel 1925 fu arrestato per aver organizzato una festa natalizia con i bambini di Salorno. Nel 1927, grazie ad una nuova legge, fu condannato all'esilio a Lipari in quanto antifascista. Tornato da Lipari, dove fu infetto da una febbre malarica, verso la fine del 1928, gli venne proibito di recarsi all'estero (a Karlsbad) per cure. Anche la richiesta di essere reinserito nell'ordine degli avvocati gli fu negato dal prefetto di Trento il 29 marzo 1929. Morì all'età di quarantuno anni a seguito della malattia.
Noldin oggi viene considerato un martire per la scuola tedesca sudtirolese.